# Joannis Avramidis
Joannis Avramidis (grec: Ιωάννης Αβραμίδης; Batumi, 23 de setembre de 1922 - Viena, 16 de gener de 2016) va ser un escultor greco-austríac.

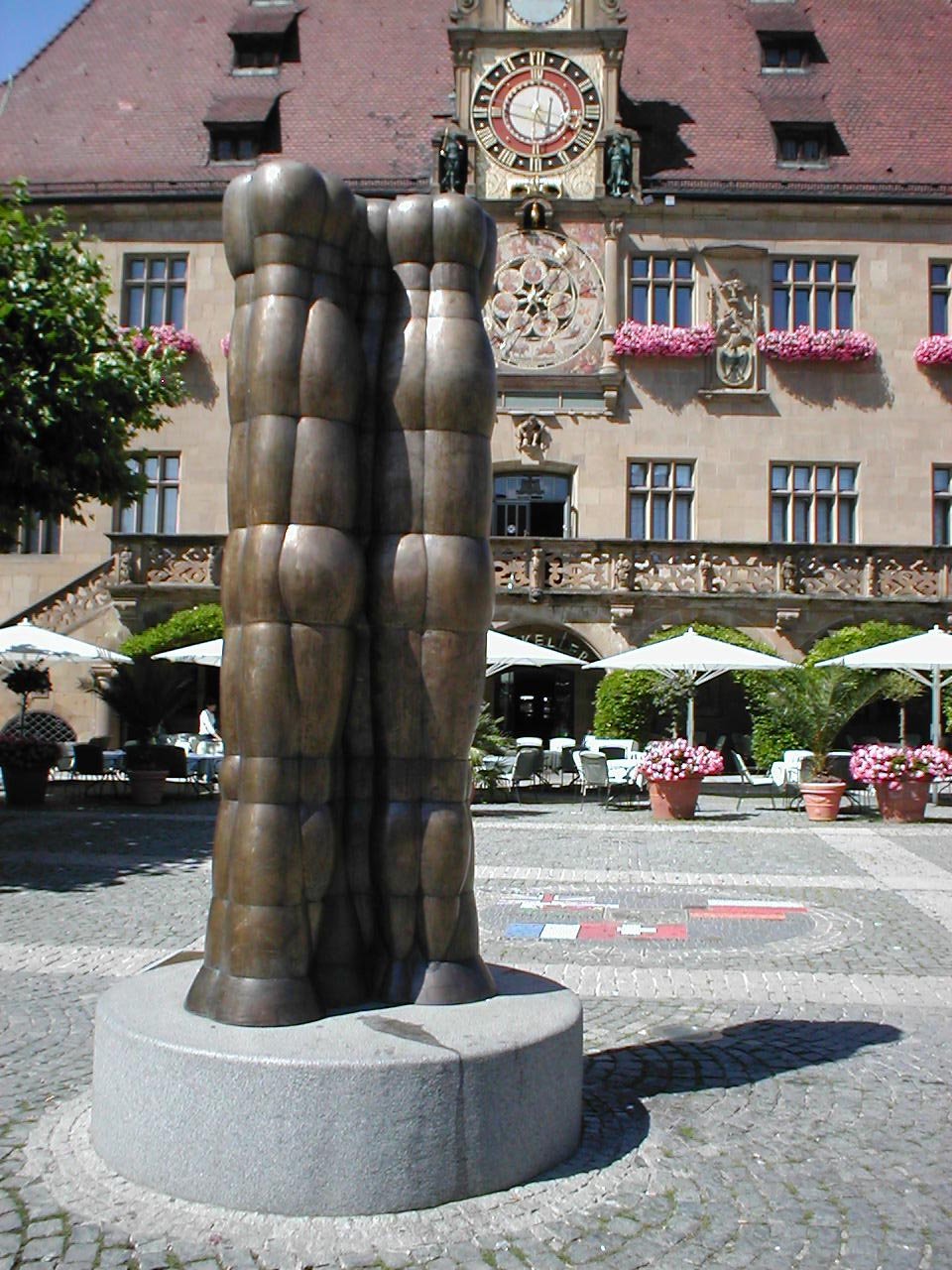
Escultura a Heilbronn, Alemanya.

## Dades biogràfiques
Joannis Avramidis era fill d'oriünds grecs pòntics nascuts en Batumi (URSS). Joannis Avramidis va començar la seva formació artística en l'Acadèmia d'Art de la seva ciutat natal. La persecució i mort sota arrest del seu pare en 1939, va obligar a la família a emigrar a Grècia; va tenir llavors que interrompre els seus estudis iniciats en 1937. Avramidis va arribar com a treballador estranger a Viena en 1943; va estudiar des de 1945 fins a 1949 pintura en l'Acadèmia i de 1953 a 1956 escultura amb Robin Christian Andersen i Fritz Wotruba.
A la fi de 1950 ja era un artista famós, que a partir de les formes del cos humà, va crear figures abstractes. Va representar a Àustria en la Biennal de Venècia 1962. En el curs acadèmic de 1965/66, va ser professor en l'Acadèmia de Belles arts de Viena; en el curs de 1966/67 va treballar com a professor a Hamburg. A partir de 1968 va treballar com a professor en l'Acadèmia de Belles arts de Viena, fins a 1992. Entre els seus alumnes van estar, entre d'altres, Reinhard Puch.

## Selecció d'obres
- Grosse Figur (1958), parc d'escultures del Museu Kröller-Müller a Otterlo
- Figur I (1959), parc d'escultures de l'Institut Städel a Frankfurt del Main
- Figur (1963), Österreichischer Skulpturenpark
- Großi Figur 1 (1963), Skulpturenpark Sammlung Domnick a Nürtingen
- Polis (1965/68), Neue Nationalgalerie/Kulturforum Skulpturen a Berlín
- Großer Dreiergruppe für Agora (1980), Marktplatz a Heilbronn
- Große Figur (1982), Bamberg